# Arlesey vasútállomás
Arlesey vasútállomás vasútállomás Angliában, Arlesey településen.

## Vasútvonalak
Az állomást az alábbi vasútvonalak érintik:
- East Coast Main Line

## Kapcsolódó állomások
A vasútállomáshoz az alábbi állomások vannak a legközelebb:
- Biggleswade vasútállomás (Edinburgh Waverley railway station, East Coast Main Line)
- Hitchin vasútállomás (King’s Cross pályaudvar, East Coast Main Line)